# 阿南达·德威

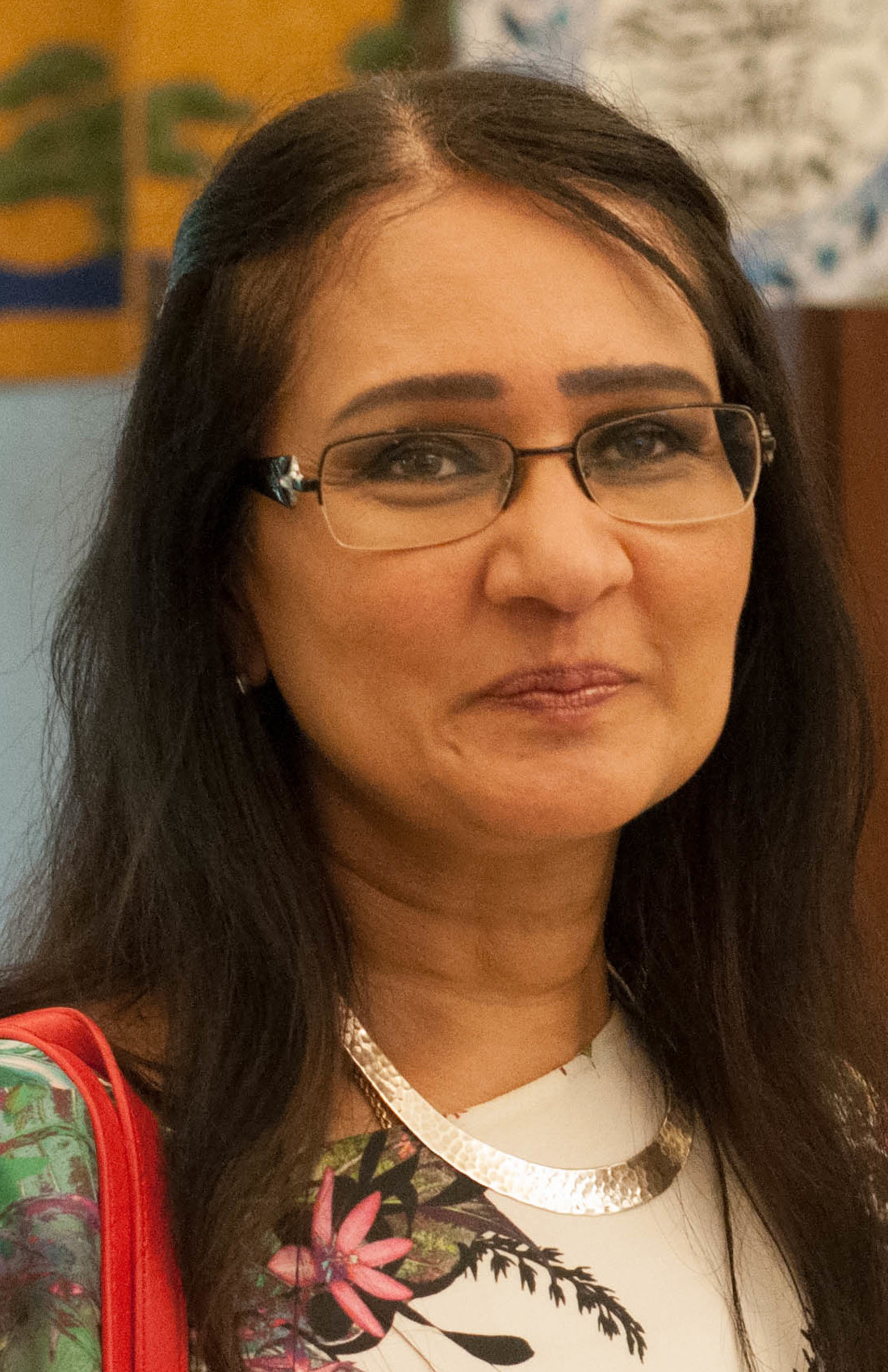
德威，摄于2016年

阿南达·德威（Ananda Devi，1957年3月23日—），毛里求斯法语作家。
1977年，她出版了首部短篇小说集《至日》。在刚果布拉柴维尔待了几年后，她于1989年搬到费内伏尔泰，同年出版了第一部长篇小说《Rue la poudrière》。
随后又出版了更多小说：1993年的《Le Voile de Draupadi》、1997 年的《L'Arbrewhip》以及2000年的《Moi, l'interdite》，该小说荣获法国广播电台独立海洋图书奖。小说《废墟中的夏娃》获2006年法语国家五大洲大奖以及其他多项奖项，并改编成电影。